# Parigi-Bourges 1994
La Parigi-Bourges 1994, quarantaquattresima edizione della corsa e valevole come prova del circuito UCI categoria 1.4, si svolse il 30 settembre 1994 su un percorso di 209 km. Fu vinta dal belga Lars Michaelsen che giunse al traguardo con il tempo di 4h46'17", alla media di 43,803 km/h.

## Ordine d'arrivo (Top 10)
| Pos. | Corridore           | Squadra          | Tempo    |
| ---- | ------------------- | ---------------- | -------- |
| 1    | Lars Michaelsen     | Catavana         | 4h46'17" |
| 2    | Peter Meinert       | TVM              |          |
| 3    | Edwig Van Hooydonck | Wordperfect      |          |
| 4    | Franck Bouyer       | Castorama        |          |
| 5    | Gabriele Rampollo   | Motorola         |          |
| 6    | Zbigniew Piątek     | Collstrop        |          |
| 7    | Michael Blaudzun    | Wordperfect      |          |
| 8    | Nico Verhoeven      | Novemail         |          |
| 9    | Ludovic Auger       | Aubervilliers 93 |          |
| 10   | Bart Leysen         | Vlaanderen2002   |          |